# پارک ملی اتوشا
پارک ملی اتوشا پارکی ملی در منطقه کوننه در شمالِ‌شرقی نامیبیا است. این پارک در سال ۱۹۰۷ گشایش یافت، هنگامی که نامیبیا مستعمره‌ای از امپراتوری آلمان بود. در ابتدا مساحت آن ۱۰۰٬۰۰۰ کیلومتر مربع بود ولی امروزه به دلیل مسایل گوناگون سیاسی در طول دوره به وجود آمدنش تاکنون، مساحت آن یک چهارم مساحت آغازین و برابر با ۲۲٬۲۷۰ کیلومتر مربع است. این پارک از مهم‌ترین مناطقی در تانزانیا است که حیات وحش در آن‌ها محافظت می‌شود.

## نگارخانه

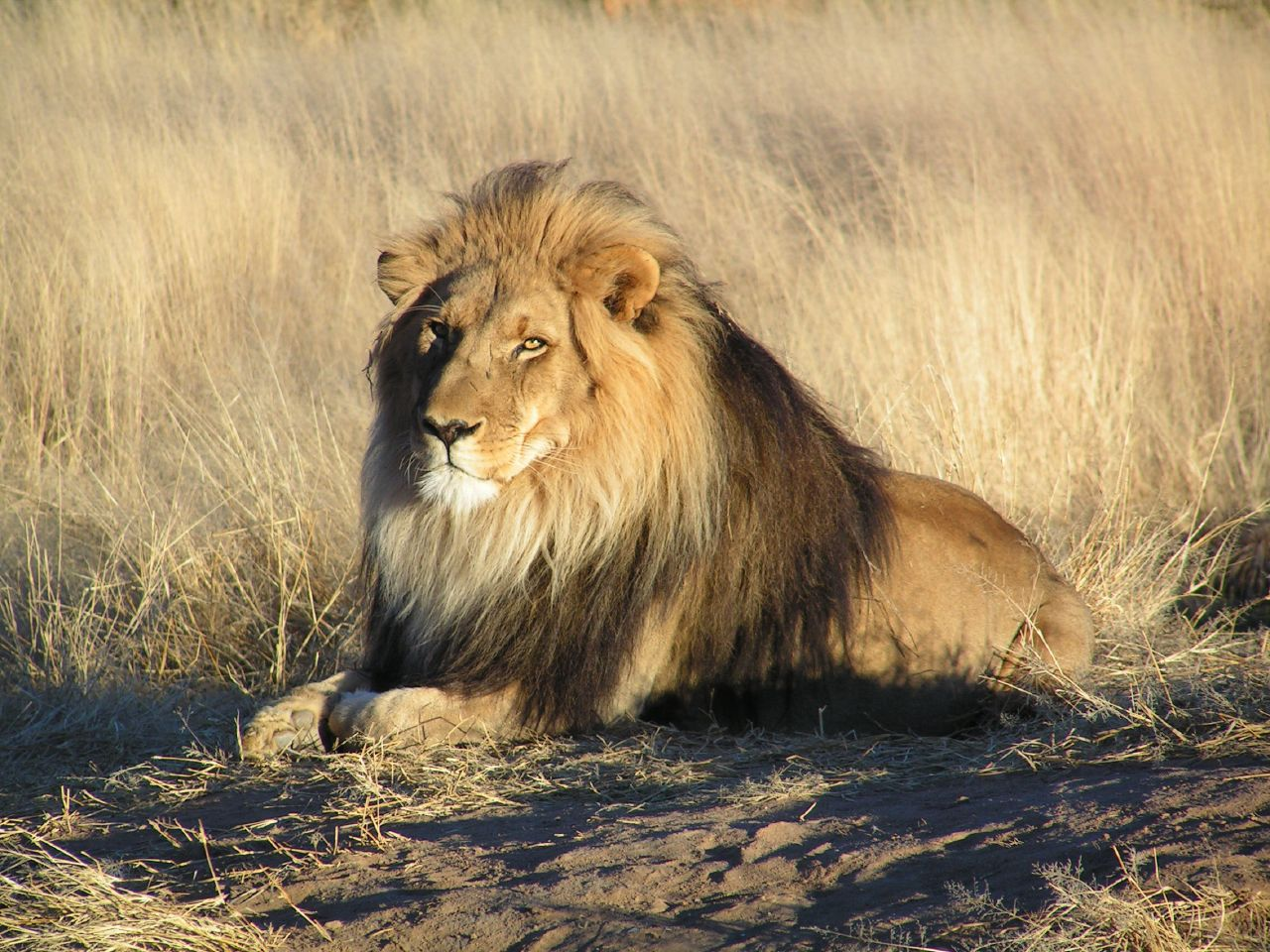
نگاره‌ای از یک شیر نر در پارک ملی اتوشا
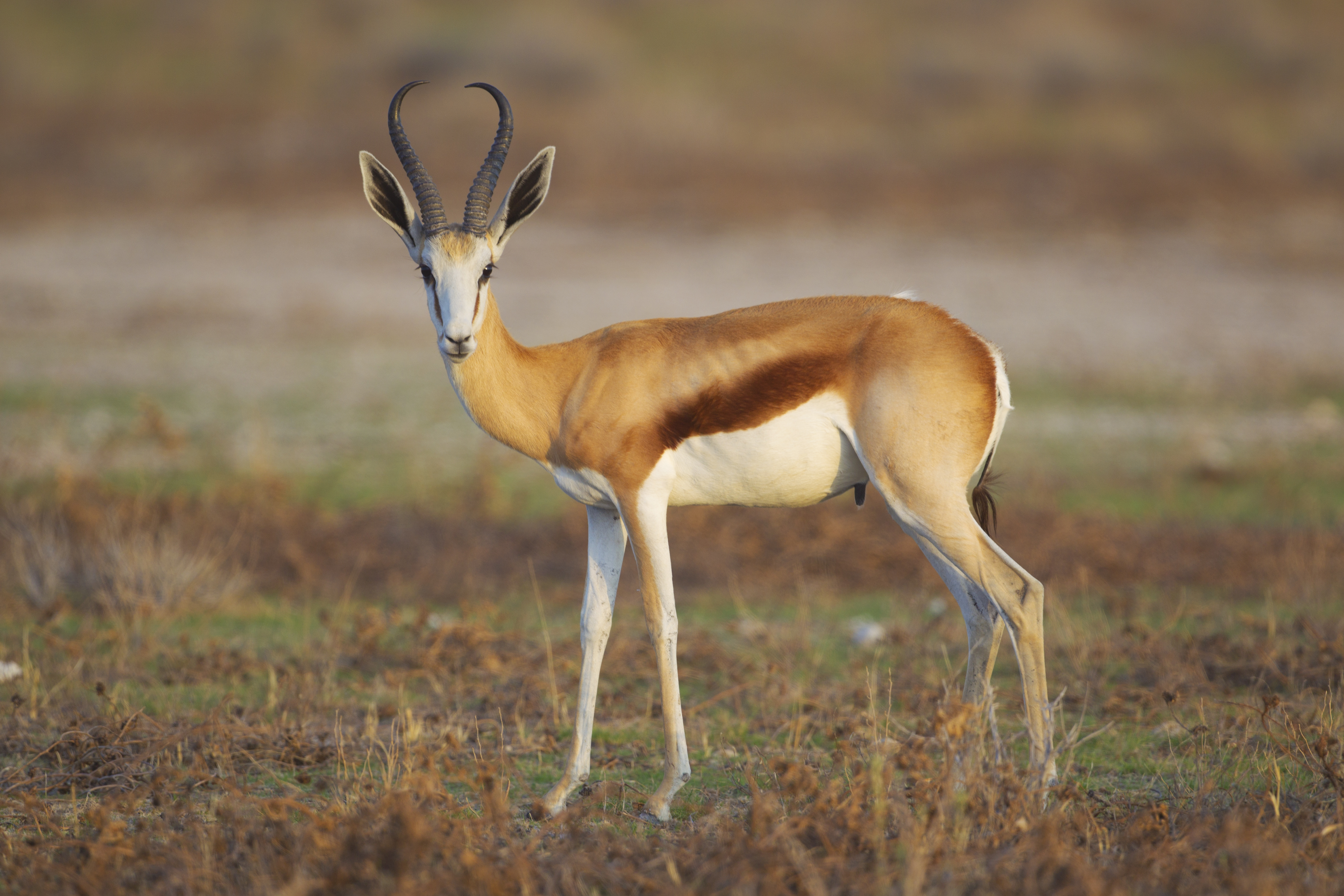
نگاره‌ای از یک غزال جهنده نَر در پارک ملی اتوشا
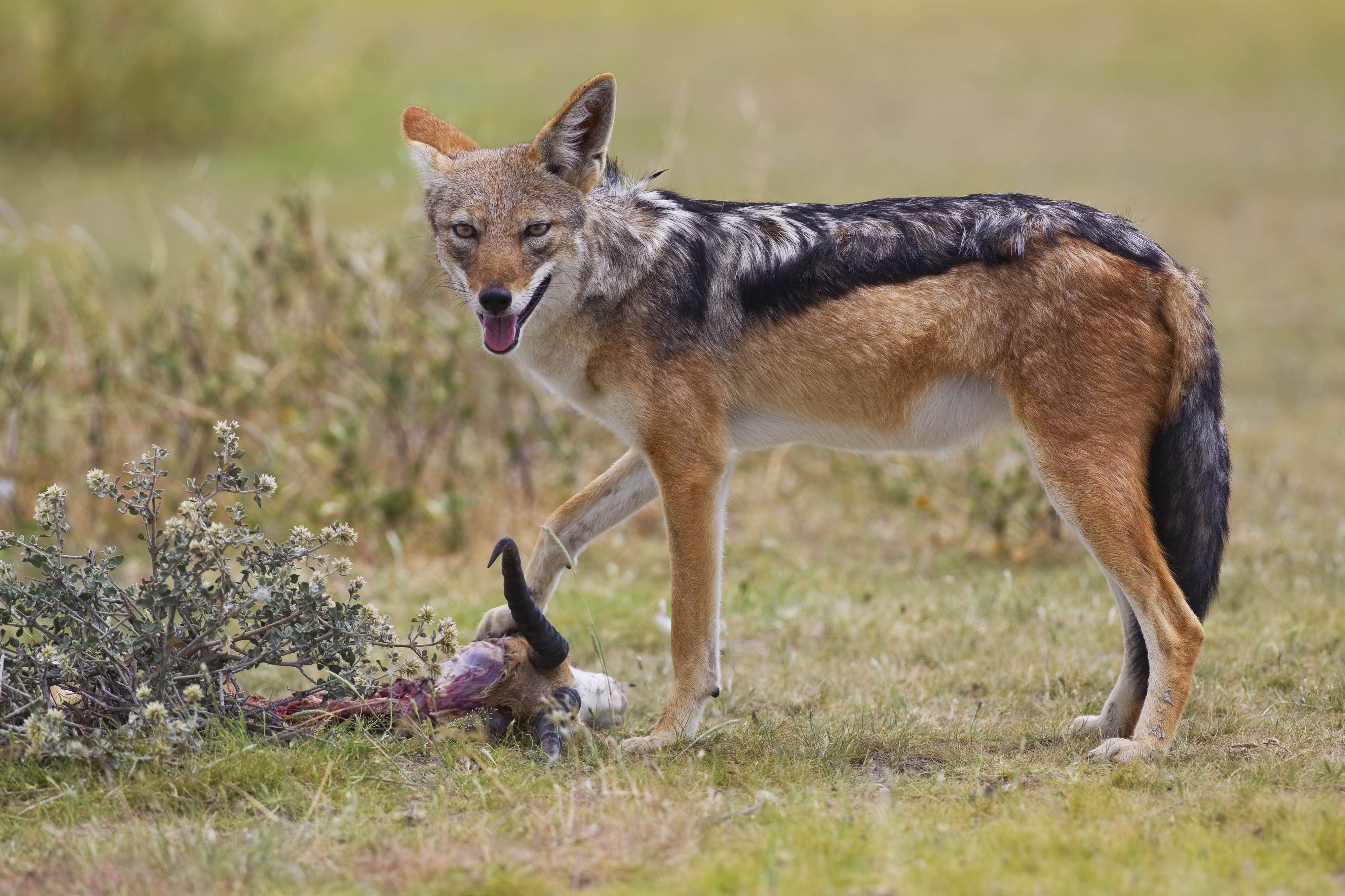
یک شغال پشت‌سیاه در حال تغذیه از لاشه یک غزال جهنده در پارک ملی اتوشا
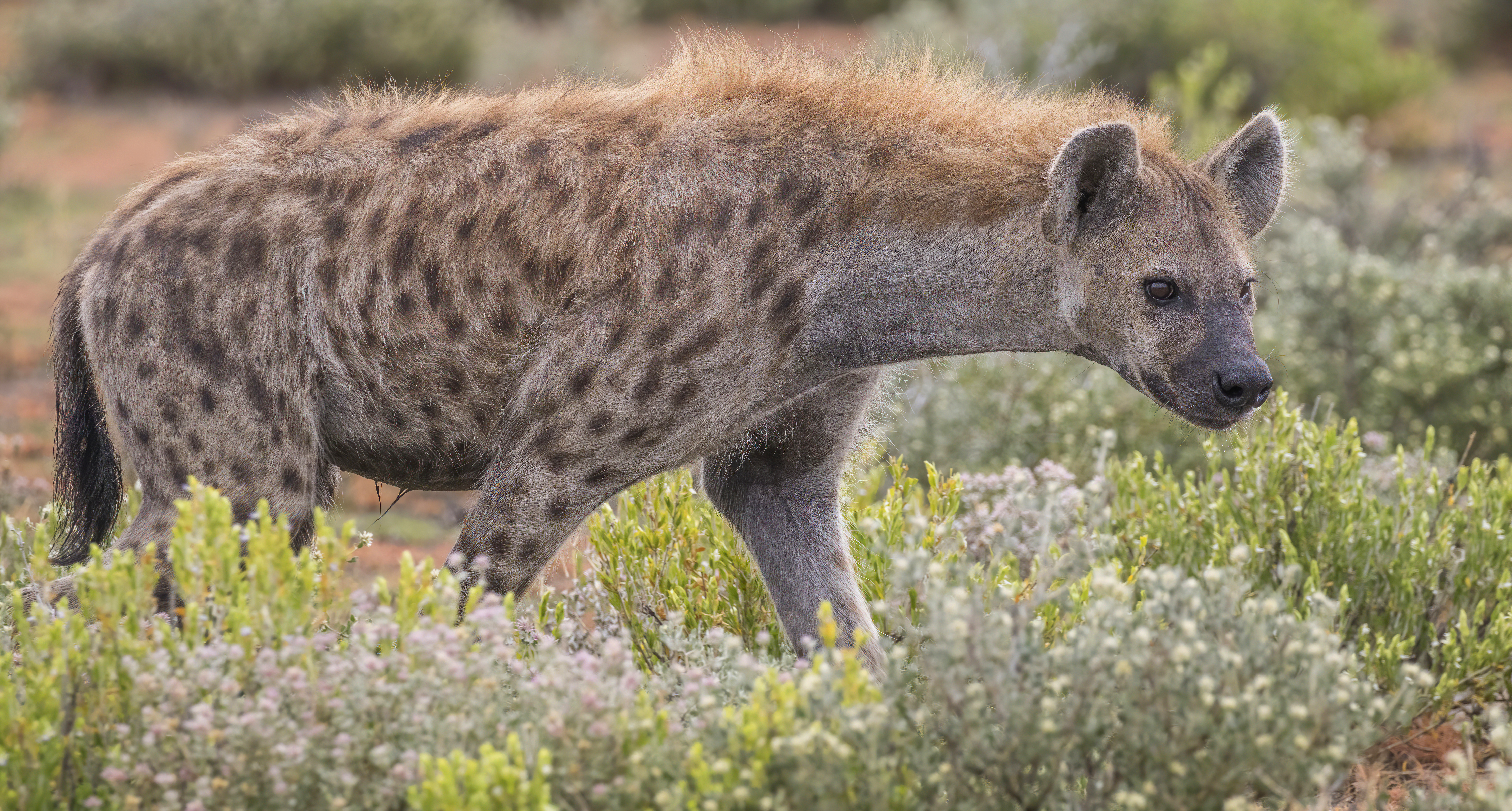
نگاره‌ای از یک کفتار خال‌دار در پارک ملی اتوشا
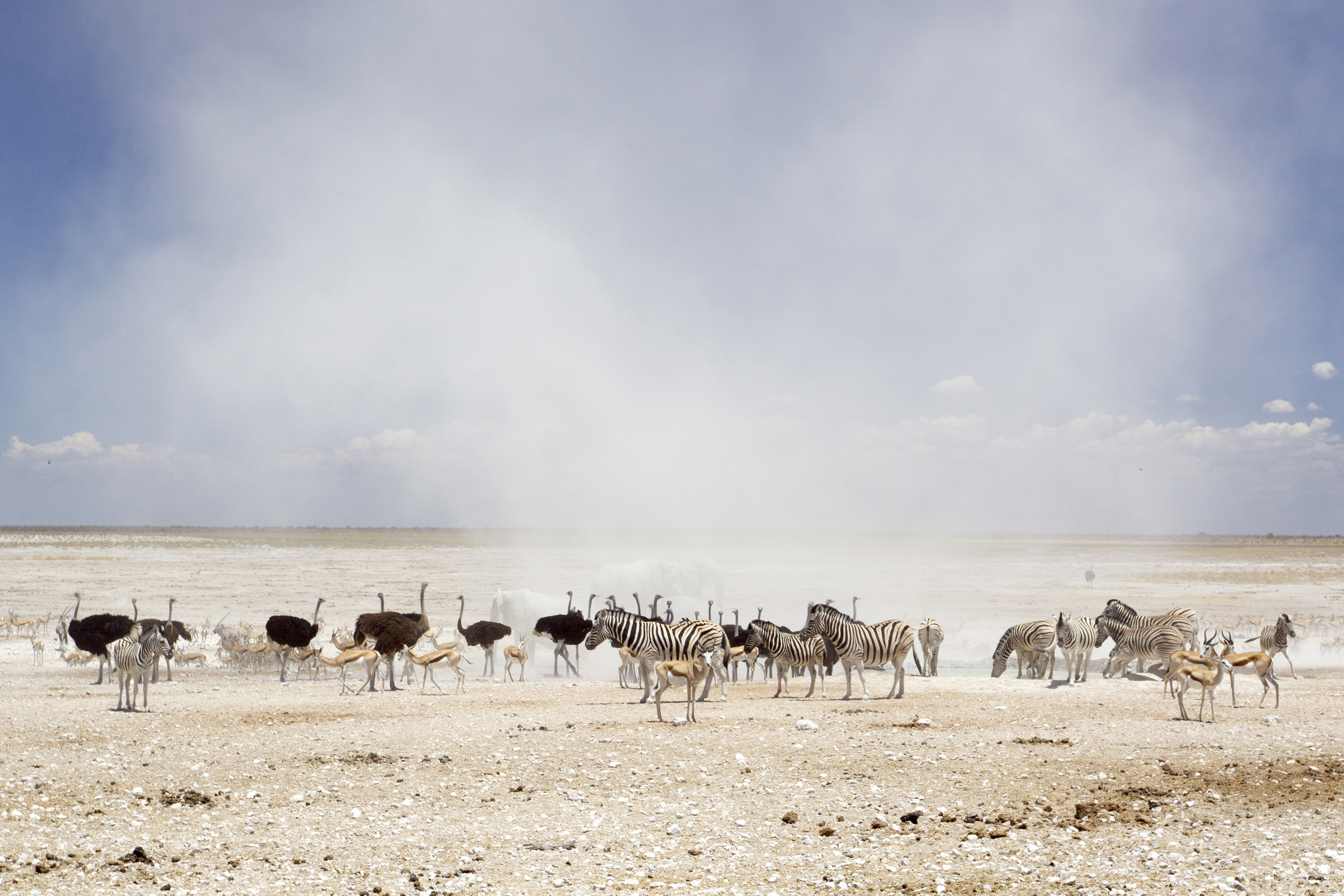
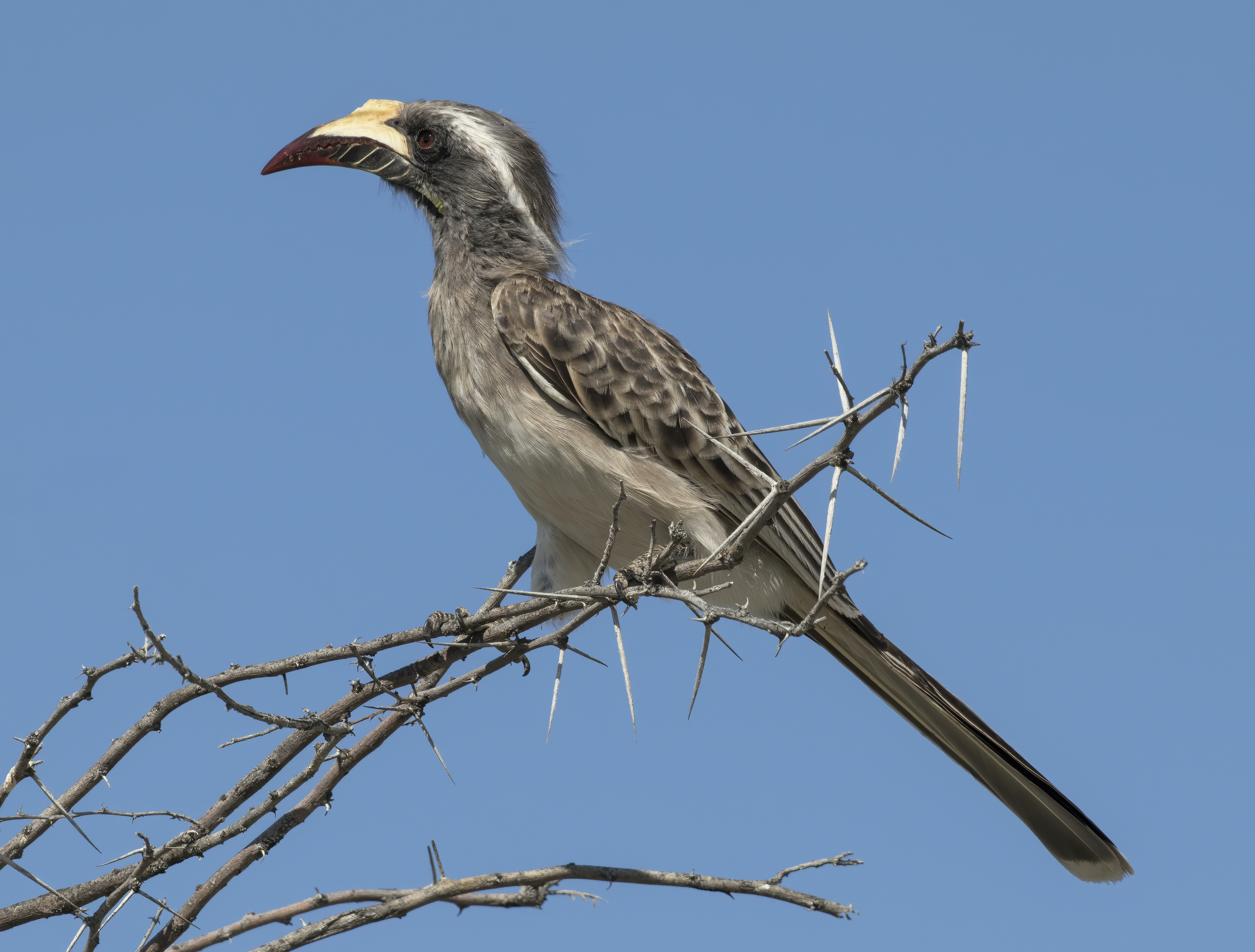
نوک‌شاخ خاکستری آفریقایی ماده در پارک ملی اتوشا
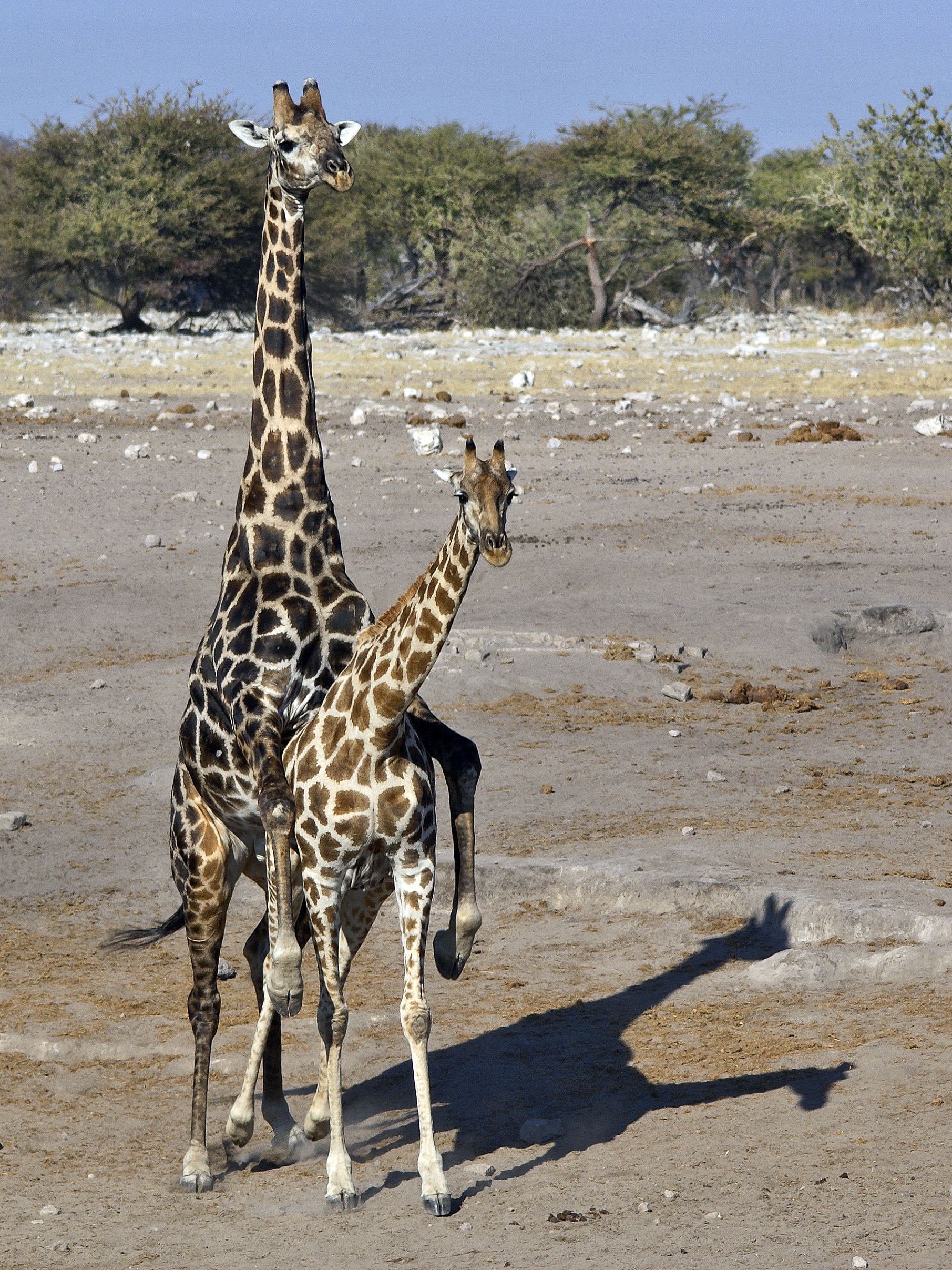
زرافه
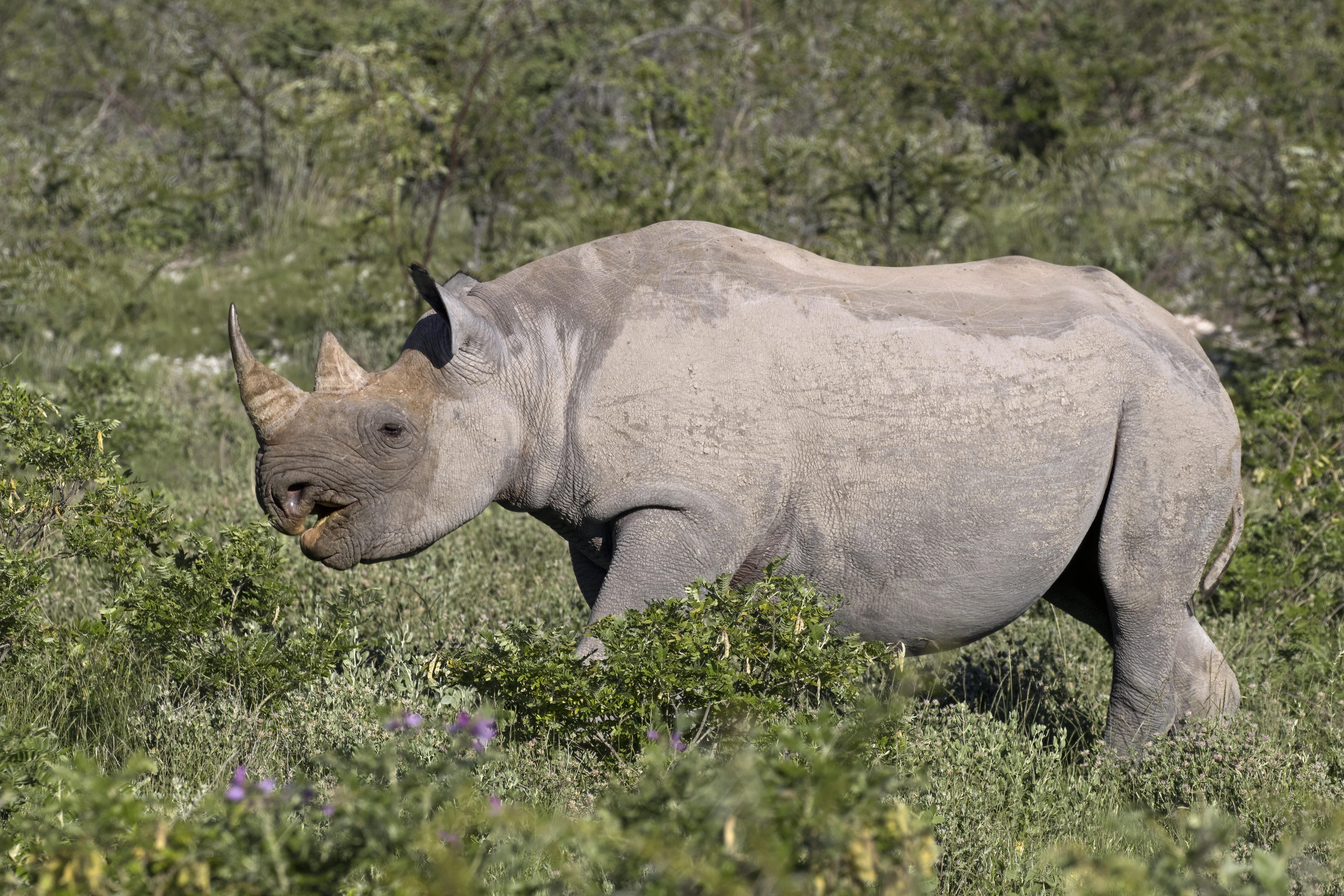
نگاره‌ای از یک کرگدن سیاه جنوب شرقی